# Ливадийский хребет
Ливади́йский хребет (до 1972 года — хребет Пидан) — хребет в южном Приморье, входит в состав горной системы Сихотэ-Алинь. На хребте находится несколько самых посещаемых вершин Приморского края.
Ливадийский хребет имеет длину 24 км. Вместе с соседними субпараллельными хребтами — Скалистым и Большой Воробей геологически образует Ливадийский горст. Ливадийский хребет отделён от хребта Скалистого долиной реки Литовка, от хребта Большой Воробей — долиной реки Суходол.

## География
Ливадийский хребет расположен в южном Сихотэ-Алине, протянувшись в широтном направлении на 60 км южнее хребта Большой Воробей. В ширину хребет достигает 20 км. Высочайшая вершина хребта — гора Ливадийская (1332,6 метра над уровнем моря). Площадь территорий, расположенных на высоте более 1000 м над ур. моря — 23,5 км².

### Вершины
Список именованных вершин главного водораздела хребта:
- Литовка (1279,4 м[1])
- Ливадийская (1332,6 м[1])
- Лысый Дед (1120,3 м[1])
- Горбуша (885,3 м[4])
- Криничная (829,3 м[5])

### Геология
Весь Ливадийский хребет является горстом, ограниченным новейшими и современными разломами. Горные породы представлены гранитами и кристаллическими сланцами (кварц — 8 %, альбит — 16 %, серицит — 51 % и биотит − 25 %). Присутствует интенсивное выветривание горных пород, из-за чего склоны вершин покрыты осыпями.

### Климат
Климат муссонный. Среднегодовая температура воздуха — −1,3 °C; средняя температура января — −20,2 °C, июля — +15,4 °C. Средняя годовая норма осадков — 767 мм; наибольшее количество осадков обычно приходится на июль-сентябрь, а наименьшее на декабрь-февраль.
В среднем заморозки начинаются в начале октября, а оканчиваются в третьей декаде мая; средняя продолжительность безморозного периода — 136 дней. На Ливадийской устойчивый снежный покров держится в среднем 174 дня, устанавливаясь в первой декаде ноября, а разрушаясь с окончанием заморозков в конце мая.
Среднегодовая скорость ветра — 9,4 м/с, при этом Ливадийская является самой ветреной вершиной Приморского края — сильные ветра (более 15 м/с) дуют в среднем 139 дней в году.
| Показатель | Янв.  | Фев.  | Март  | Апр. | Май  | Июнь  | Июль  | Авг.  | Сен. | Окт. | Нояб. | Дек.  | Год  |
| --- | ----- | ----- | ----- | ---- | ---- | ----- | ----- | ----- | ---- | ---- | ----- | ----- | ---- |
| Абсолютный максимум, °C | −2    | +4    | +8    | +18  | +24  | +26   | +30   | +29   | +24  | +17  | +13   | +4    | +30  |
| Средняя температура, °C | −20,2 | −17,2 | −10,4 | −0,8 | +6,3 | +10,9 | +15,4 | +15,2 | +8,9 | +1,6 | −8,5  | −16,5 | −1,3 |
| Абсолютный минимум, °C | −40   | −37   | −31   | −19  | −7   | −3    | +3    | 0     | −6   | −18  | −27   | −35   | −40  |
| Норма осадков, мм | 12    | 8     | 29    | 43   | 55   | 73    | 117   | 170   | 129  | 72   | 43    | 16    | 767  |
| Средняя скорость ветра, м/с | 13,7  | 12,0  | 10,1  | 9,5  | 7,7  | 6,2   | 5,6   | 6,6   | 8,2  | 8,5  | 11,4  | 13,7  | 9,4  |
| Источник: Бровко П. Ф., Берсенев Ю. И., Петренко В. С. и др. Шкотовский район. — Владивосток: Издательство Дальневосточного университета, 2005. — 186 с. — (Приморье: природа и ресурсы). |       |       |       |      |      |       |       |       |      |      |       |       |      |

## Этимология
На дореволюционных картах встречается название Чан-цзы-алинь. Старым названием хребта (и его главенствующей вершины) является Пида́н, предположительно китайского происхождения, образовано компонентами: пи — великий, большой; дан — скалы, то есть «Большие скалы». Современное название дано в 1972 году на волне переименований китайских топонимов на Дальнем Востоке после конфликта на острове Даманский и происходит от находящейся недалеко Ливадии.

## Спорт и туризм
На хребте и его склонах ежегодно проводится Чемпионат Приморского края по альпинизму в дисциплине скайраннинг. Среди туристов популярно восхождение на вершины Ливадийского хребта (Фалаза и Пидан).